# Apfel im Schlafrock

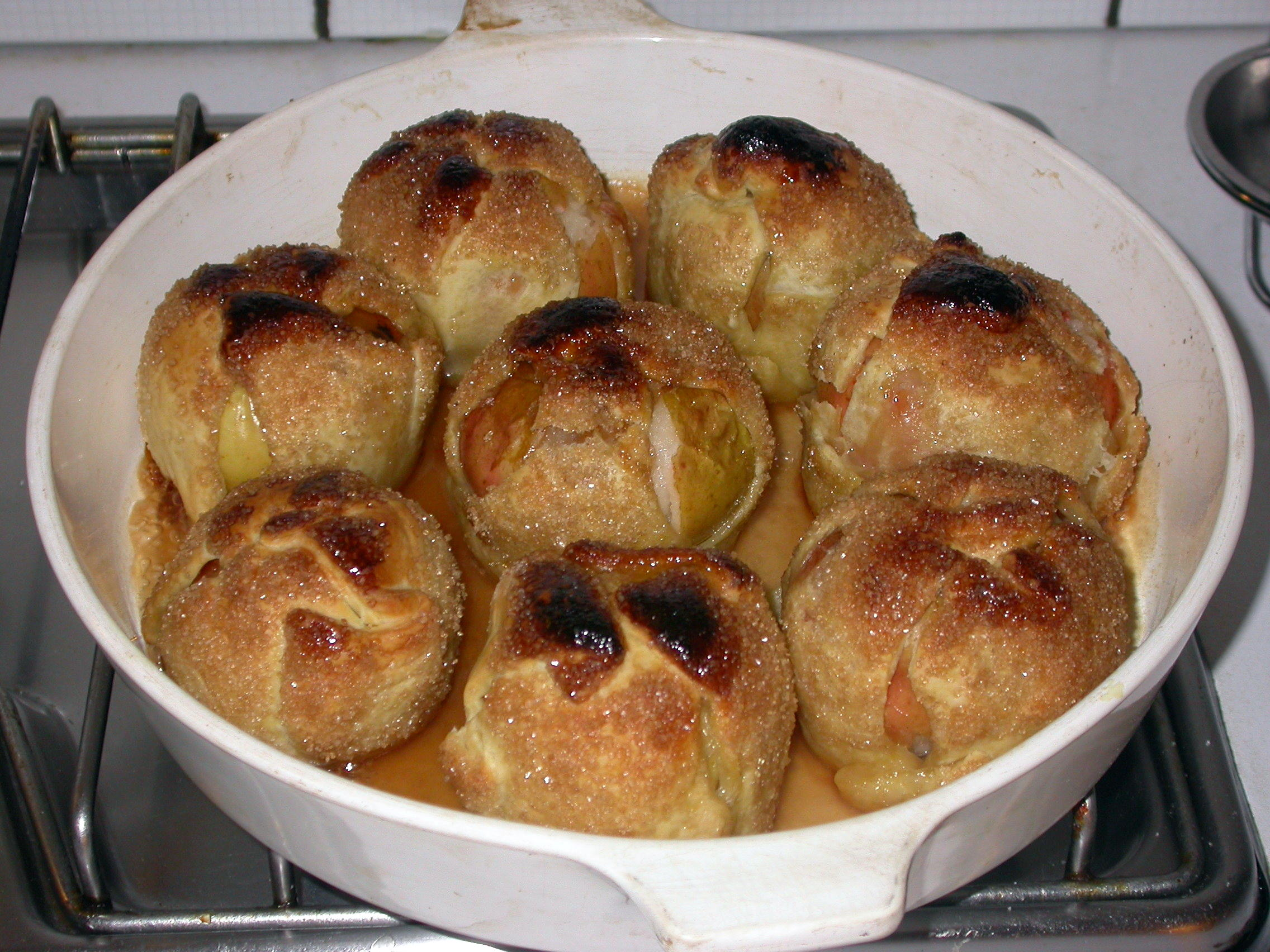
Äpfel im Schlafrock

Apfel im Schlafrock (Pomme en robe de chambre oder Pomme en chemise) ist eine traditionelle, dem Bratapfel verwandte Süßspeise aus in Teig gebackenem, gefülltem Apfel.
Zur Zubereitung werden säuerliche Äpfel (wie Boskoop oder Braeburn) geschält und die Kerngehäuse ausgestochen. Die rohen oder in Zuckerwasser vorgegarten Äpfel werden je nach Rezept mit einer Mischung aus z. B. Zucker, Butter und Korinthen oder gehackten Nüssen und Konfitüre gefüllt, nach Geschmack ergänzt um Weißwein, Rum o. ä. Eventuell noch mit Zimt und Zucker bestreut, werden sie auf Quadrate aus ausgerolltem Blätterteig oder Mürbeteig gesetzt, die Teigecken werden über den Äpfeln zusammengeschlagen und der Teig wird mit Eigelb bestrichen. Nach einer anderen Methode werden lange Teigstreifen spiralförmig um die Äpfel gewickelt. Schließlich wird alles im Ofen gebacken. Wird das Gebäck kurz vor Ende der Garzeit mit Puderzucker bestreut, bildet sich eine dünne Glasur aus leicht karamellisiertem Zucker.
Äpfel im Schlafrock werden warm oder kalt serviert, dazu kann Vanillesauce o. ä. gereicht werden.
Auf gleiche Art lassen sich auch andere Früchte wie Pfirsiche oder Aprikosen zubereiten.